# Ritiudu (Ort)
Ritiudu ist ein osttimoresischer Ort im Suco Ritabou (Verwaltungsamt Maliana, Gemeinde Bobonaro). Er liegt im Westen der Aldeia Ritiudu, auf einer Meereshöhe von 262 m. Hier befinden sich der Bischöflicher Diözesanpalast (Paço Epicópal Diocesal), die Kammer der Diözese (Camara Diocese) und das Colégio de Sagres sowie für jedes Geschlecht ein Studentenwohnheim. Nördlich fließt der Biusosso und westlich der Bulobo, die zum System des Flusses Nunura gehört. Im Osten befindet sich der Ort Lugulali, im Süden das Dorf Magalelor und im Norden im Suco Manapa die Siedlung Acubira.